# Emre Bilgin (Fußballspieler, 1992)
Emre Bilgin (* 3. April 1992 in Zaandam) ist ein niederländisch-türkischer Fußballspieler.

## Karriere
Bilgin kam 1992 als Sohn türkischstämmiger Eltern im niederländischen Zaandam auf die Welt. Nachdem er hier das Fußballspielen in den Jugendabteilungen diverser Amateurvereine erlernt hatte, startete er seine Profifußballkarriere 2011 bei Telstar Velsen. Ein Jahr später heuerte er bei FC Den Bosch an.
Zur Spielzeit 2013/14 wechselte Bilgin zum türkischen Zweitligisten Fethiyespor.